# 皮奇德瓜
34°21′31″S 71°16′59″W / 34.35861°S 71.28306°W

皮奇德瓜（西班牙語：Pichidegua），是智利的城鎮，位於該國中部奧伊金斯將軍解放者大區的卡查波阿爾省，始建於1891年12月22日，面積320平方公里，海拔高度146米，2012年人口18,225人，人口密度每平方公里57人。